# Manekia sydowii
Manekia sydowii är en pepparväxtart som först beskrevs av William Trelease, och fick sitt nu gällande namn av T.Arias, Callejas & Bornst.. Manekia sydowii ingår i släktet Manekia och familjen pepparväxter. Inga underarter finns listade i Catalogue of Life.